# Каліопа (птах)
Каліо́па (Selasphorus calliope) — вид серпокрильцеподібних птахів родини колібрієвих (Trochilidae). Мешкає в Канаді, США і Мексиці. Раніше цей вид відносили до монотипового роду Каліопа (Stellula), однак за результатами молекулярно-філогенетичних досліджень він був переведений до роду Колібрі-крихітка (Selasphorus).

## Опис

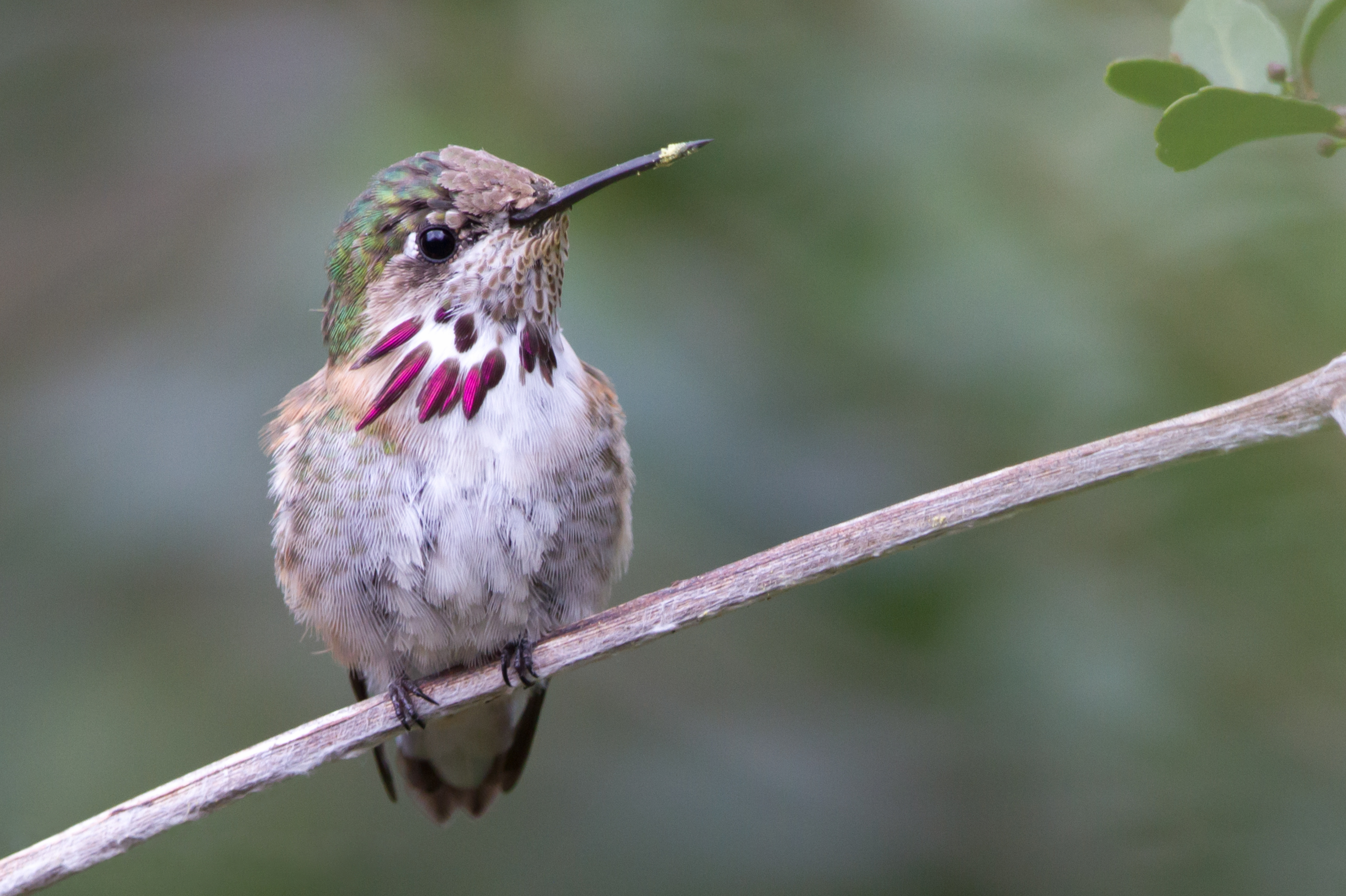
Самець каліопи

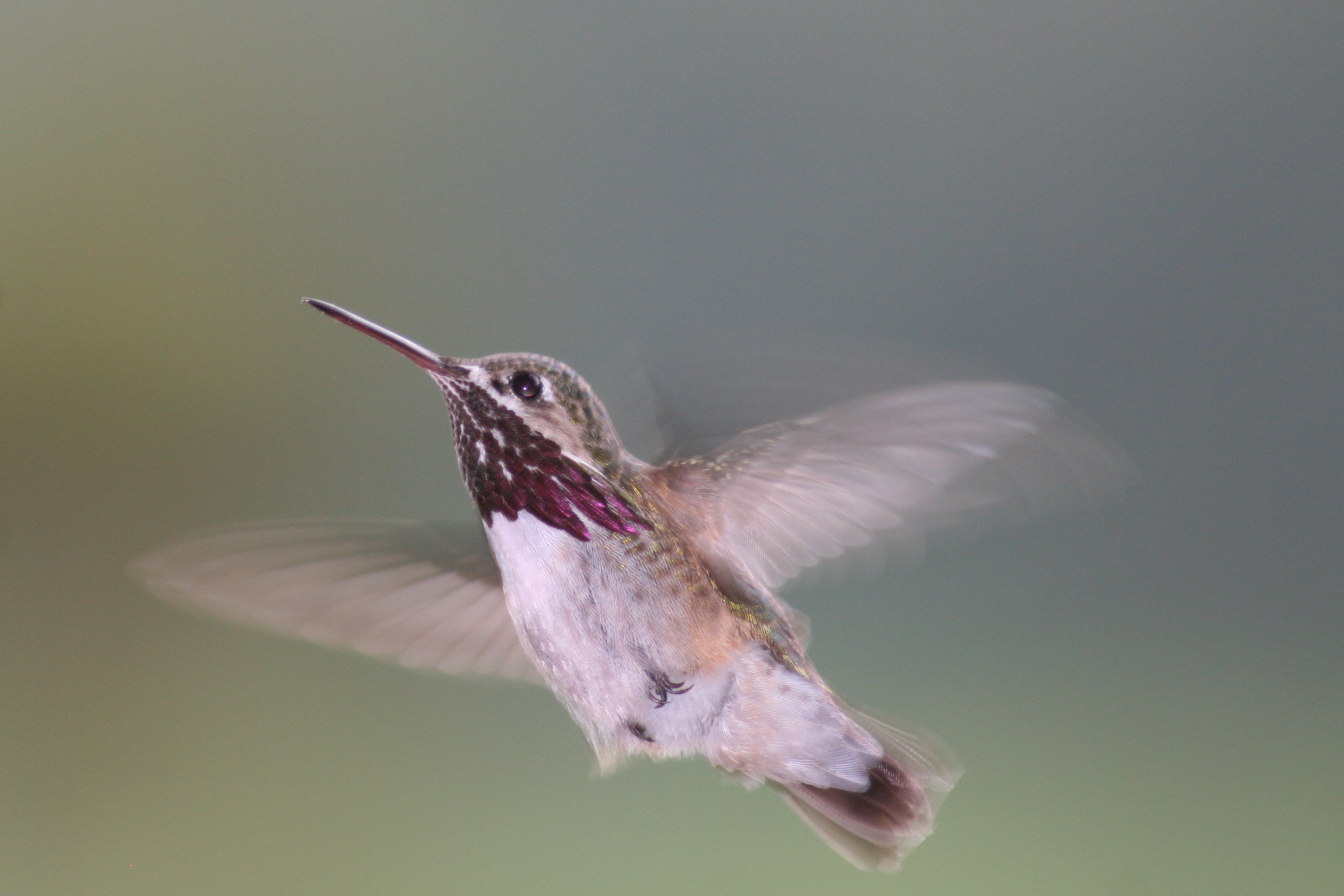
Самець каліопи

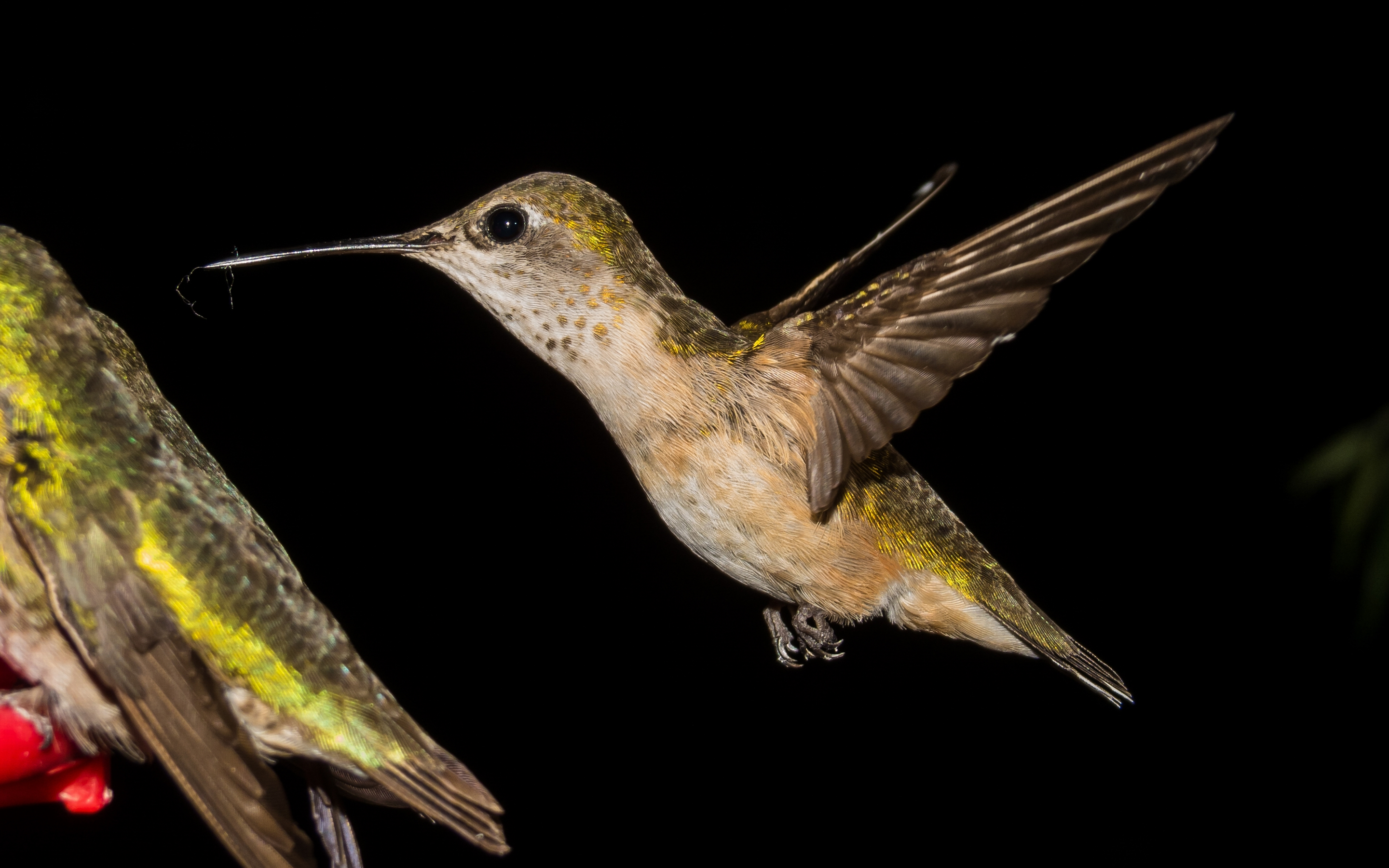
Самиця каліопи

Каліопи є найменшими птахами, що мешкають в США і Канаді. Їх довжина становить 7-10 см, розмах крил 11 см, вага 2-3 г. Тім'я і верхня частина тіла у них зелені, блискучі, нижня частина тіла біла. У самців на горлі є блискучі винно-червоні смуги, боки у них зелені, хвіст короткий, темний. Дзьоб довгий, прямий, чорний. У самиць і молодих птахів боки мають рожевуватий відтінок, на горлі у них темні смуги. Хвіст темний, стернові пера мають білі кінчики.

## Поширення і екологія
Каліопи гніздяться на заході Північної Америки, від південної Британської Колумбії і південної Альберти до Колорадо, південної Каліфорнії і крайньої півночі Баха-Каліфорнії. Вони живуть у відкритих гірських лісах, на високогірних луках та у вербових і вільхових гаях. На міграції вони також зустрічаються в чагарникових заростях чапаралю, в напівпустелях і пустелях.
Каліопи — це перелітні птахи, що покидають свої місця гніздування раніше за інших птахів (хоч і не так рано, як вогнисті колібрі-крихітки), щоб насолодитися нектаром польових квітів пізнім літом в горах на заході Північної Америки. Вони мігрують поодинці, восени рухаються на південь через Аризону, Нью-Мексико і північну Мексику, вздовж Скелястих гір і далі на захід, а навесні вздовж тихоокеанського узбережжя, причому загальна протяжність міграції при цьому становить 4500-5500 км. 
В Скелястих горах у Вашингтоні і Орегоні каліопи зустрічаються на висоті від 180 м над рівнем моря до верхньої межі лісу на висоті 3400 м над рівнем моря. В Монтані мінімальна висота, на якій гніздяться каліопи, становить 1200 м над рівнем моря.

## Поведінка
Каліопи живляться нектаром різноманітних квітучих рослин, використовуючи свій довгий, трубкоподібний язик, а також п'ють сік дерев, використовуюючи отвори, зроблені дятлами-смоктунами, ловлять дрібних комах і павуків в польоті і відвідують годівниці для колібрі. Вони віддають перевагу нектару рослин з родів Castilleja, Penstemon, Aquilegia і Ipomopsis, а також Pedicularis groenlandica. Каліопи є важливими запилювачами деяких видів рослин.
Самці каліоп прибувають до місць гніздування раніше за самиць, з середини квітня до початку травня. Вони агресивно захищають гніздові території і паруються з багатьма самицями. Самці не беруть участь у догляді за потомством і часто покидають гніздову територію ще до початку вилуплення пташенят. Самиці будують відкриті, чашоподібні гнізда, які розміщуються на хвойному дереві під нависаючою гілкою, іноді на яблуні або вільсі. Гнізда часто є схожими на соснову шишку і можуть використовуються повторно протягом кількох років. Два яйця відкладаються в період з кінця травня до початку липня. Інкубаційний період триває 15-16 днів, пташенята покидають гніздо через 20 днів після вилуплення.